# NGC 6865
NGC 6865 је лентикуларна галаксија у сазвежђу Орао која се налази на NGC листи објеката дубоког неба.
Деклинација објекта је - 9° 2' 26" а ректасцензија 20h 5m 56,4s. Привидна величина (магнитуда) објекта NGC 6865 износи 15,0 а фотографска магнитуда 16,0.